# 相良丸 (特設水上機母艦)
相良丸（さがらまる）は、日本郵船の崎戸丸型（S型）貨物船の六番船。太平洋戦争では日本海軍に徴傭されて特設水上機母艦、特設運送艦として運用された。

## 船歴
「相良丸」は、ニューヨーク航路用の長良丸級貨物船（通称N型貨物船）6隻、リバプール航路用の赤城丸級貨物船（通称A型貨物船）5隻に続いて建造された崎戸丸級貨物船（通称S型貨物船）の一隻として、1940年（昭和15年）11月15日に三菱重工業横浜船渠で竣工した。しかし、崎戸丸級貨物船が就役する頃には第二次世界大戦が勃発するなど国際情勢が厳しくなり、また1940年（昭和15年）9月27日に日独伊三国同盟が締結されると日米関係も微妙なものとなった。そこで、ニューヨーク航路からは保全のために優秀船を引き上げて旧型船を配した。「相良丸」もニューヨーク航路に代えてシアトル航路に就航する予定だったが、当時の情勢は「相良丸」に商業航海の機会をついに与えなかった。
1941年（昭和16年）1月16日付で日本海軍に一般徴傭され、マリアナ方面への兵器輸送任務に就く。9月11日付で改めて徴傭され、9月20日付で特設水上機母艦として入籍。10月31日まで三菱重工業長崎造船所で艤装工事を受け、同日第九根拠地隊に編入。11月26日に三亜に到着。
太平洋戦争緒戦では第十二航空戦隊の「神川丸」、「山陽丸」とともに馬来部隊の第二航空部隊を編成し、マレー半島への上陸作戦に参加した。その任務は船団の護衛、泊地の警戒および陸戦の支援であった。「相良丸」は12月3日（または2日）に三亜を出撃して12月5日にプロコンドル島に到着し、同島に水上機基地を設営した。その水上機は船団の対潜直衛やシンゴラでの陸戦支援などに従事した。「相良丸」は12月8日にはパンジャン島へ移動し、翌日にはリエム湾へ移動。12月10日にシンゴラ近海に到着後は、シンゴラを拠点として引き続き対潜哨戒に従事し、1942年（昭和17年）1月26日にはアナンバス諸島に移動してパレンバン攻撃支援などを行った。2月21日付で第一南遣艦隊（小沢治三郎中将・海軍兵学校37期）主力部隊に編入され、昭南（シンガポール）に進出して昭南近海やマラッカ海峡方面で艦載機による対潜哨戒、機雷および水中障害物の捜索を行う。3月9日にはペナンに到着して水上機基地設営の後、スマトラ島北部、アンダマン諸島方面の作戦に協力。一連の作戦が一段落した6月14日、ケッペル港第三船渠に入渠して福井静夫技術少佐の考案による迷彩塗装が施された。整備終了後は再びマラッカ海峡、アンダマン諸島方面での対潜哨戒に従事した。この後、12月1日付で特設運送艦に類別変更される事が内定したため、搭載航空機を東印部隊に移管した。
横須賀に帰投後、1943年1月から2月、「相良丸」は陸軍部隊のウェワクへの輸送（丙一号輸送と丙三号輸送）に参加した。「相良丸」などの丙一号輸送での任務は第二十師団主力の釜山からウェワクへの輸送、丙三号輸送での任務は第四十一師団主力の青島からウェワクへの輸送であった。「相良丸」は集合地の釜山に1月7日に着いた。丙一号輸送では「相良丸」は第六戦隊（「北上」、「大井」）、「讃岐丸」とともに第一輸送隊として1月9日に釜山を出発し、パラオを経由して1月19日にウェワクに到着した。「相良丸」と「讃岐丸」はパラオで南洋興発の農林部員50名と第二特別根拠地隊の設営隊員150名も乗せた。「相良丸」の輸送内容は人員1086名、車両10両、物件2829梱であった。次の丙三号輸送では「相良丸」は第九戦隊、「讃岐丸」、「護国丸」とともに第一輸送隊として2月4日に青島を出発し、パラオを経由して2月20日にウェワクに到着した。丙三号輸送では途中のパラオでも陸軍部隊を乗せた。「讃岐丸」の輸送内容は人員1334名、車両16両、物件9449梱であった。
丙号輸送作戦終了後は通常の輸送任務に就く。
1943年年6月23日未明、「相良丸」は駆逐艦「澤風」護衛の下に北緯33度45分 東経138度10分 / 北緯33.750度 東経138.167度の神子元島沖を航行中、アメリカ潜水艦「ハーダー」の攻撃を受けた。「ハーダー」は魚雷を4本発射して1本しか命中しなかったものの、損傷は大きく航行不能となった。「相良丸」は「澤風」に曳航されて北緯34度38分 東経137度53分 / 北緯34.633度 東経137.883度の天竜川河口に座礁後、浮揚作業が試みられる。しかし作業は進捗せず、7月4日にはアメリカ潜水艦「ポンパーノ」から攻撃を受けて魚雷2本が命中。さらに激浪に翻弄されて船体の維持は困難を極める。7月14日、「第26号駆潜特務艇」が調査のため接近し、船橋直前より前部が屈曲しているのが確認された。「相良丸」の復旧は断念されて9月1日付で船体放棄され、除籍と解傭も同日に行われた。不幸中の幸いは、乗員の喪失が一人もなかった事である。
なお、崎戸丸型貨物船7隻のうち、「相良丸」以外の6隻は減トン甲板口を閉鎖して総トン数など主要目の数値が一部増加しているが、「相良丸」のみそのような措置はとられなかった。

## 艦長/特務艦長
- 小橋義亮 大佐：1941年9月20日[43] - 1942年4月18日
- 松原雅太 後備海軍大佐：1942年4月18日 - 1943年1月30日[44]
- 神田嘉穂 大佐：1943年1月30日[45] - 1943年8月28日[46]

## 姉妹船
崎戸丸型（S型）貨物船
- 崎戸丸
- 讃岐丸（二代目）
- 佐渡丸（二代目）
- 佐倉丸（二代目）
- 相模丸（三代目）
- 笹子丸